# Социал-демократическая рабочая партия Эстонии
Социал-демократическая рабочая партия Эстонии (эст. Eesti Sotsiaaldemokraatlik Tööliste Partei) — политическая социал-демократическая партия Эстонии, образованная в 1907 году. C 1925 по 1934 годы партия носила название Социалистическая рабочая партия Эстонии (эст. Eesti Sotsialistlik Tööliste Partei).

## История
Партия была образована эстонскими меньшевиками, в результате отделения от Российской социал-демократической рабочей партии в 1907 году. 31 мая 1917 года партия была зарегистрирована под названием «Социал-демократическое объединение Эстонии».
В октябре прошёл первый съезд объединения, на котором была принята политическая платформа меньшевиков РСДРП и новое название — «Социал-демократическая рабочая партия Эстонии».
На выборах в Эстонское Учредительное собрание 1919 года партия собрала больше всего голосов и получила 41 место из 120-ти. На парламентских выборах 1920 года партия стала третьей, получив 18 мест из 100, а на выборах 1923 года заняла вторую позицию и 15 мест.
В 1925 году в партию вошли бывшие члены Эстонской независимой социалистической рабочей партией, которая была запрещена после попытки коммунистов произвести переворот в 1924 году. Партия стала называться «Социалистической рабочей партией Эстонии». На выборах 1926 года объединенная партия заняла первое место и сформировала собственное правительство, в котором Аугуст Рей стал премьер-министром. На выборах 1929 года партия вновь стала первой, получив 25 мест в парламенте, но в результате выборов 1932 года потеряла большинство, заняв третью позицию с 22 местами.
В 1934 году, после переворота Константина Пятса, Социалистическая рабочая партия Эстонии была запрещена.